# Luz Olier
María Luz Olier Arenas es actriz de teatro, directora y actriz de doblaje y autora de varios libros. Ha ganado varios premios, entre ellos el premio de teatro radiofónico Margarita Xirgu de 2006.

## Biografía
Nace en Madrid. Estudia Periodismo y desde muy joven empieza a colaborar como guionista para la radio y la televisión. A los 19 años escribe su primera novela seriada para la cadena radiofónica CAR-REM, Sombras del pasado. Su primer contacto con las tablas es a través del Teatro Universitario. En 1969 debuta como actriz profesional en teatro con Solo Dios puede juzgarme de Emilio Romero Gómez en la compañía de Vicente Parra. Algunas de las obras teatrales en las que ha intervenido son La muerte alegre, Todo en el jardín, Un cochino egoísta, No más sexo, por favor, que somos ingleses, Las tres gracias de la casa de enfrente, Anfitrión, Los intereses creados, El gran teatro del mundo, etc. En televisión ha participado en espacios de Estudio 1, Novela, Pequeño estudio, Barrio Sésamo. Actriz invitada en series como El comisario, Abogados, Hospital Central, Cuéntame, etc. A partir de 1985 comienza a dirigir el doblaje de películas y series de televisión como El crisol, Dos vidas en un instante, Mentes criminales, Yo y el mundo o Malcolm.
Como actriz de doblaje destacó su excelente trabajo doblando a Maggie Smith, quien interpretó a la profesora Minerva McGonagall en la saga de Harry Potter, entre 2001 y 2011. También en la popular serie de televisión estadounidense Malcolm in the Middle, doblando a la matriarca de la familia, Lois (Jane Kaczmarek).
Además, está casada con el actor de imagen y voz, Juan Antonio Gálvez, considerado como uno de los mejores profesionales del doblaje.

## Premios de interpretación
- 1963: Mejor actriz por El acero de Madrid, de Lope de Vega en el T.E.U. (Teatro Español Universitario).
- 1981: Mejor actriz por La dama duende, de Calderón de la Barca en el Festival del Siglo de Oro en El Paso (Texas, EE.UU.)
- 1983: Mejor actriz por La discreta enamorada, de Lope de Vega en el Festival del Siglo de Oro en El Paso (Texas, EE. UU.)
- 1984: Mejor actriz por Don Gil de las calzas verdes, de Tirso de Molina en el Festival del Siglo de Oro en El Paso (Texas, EE. UU.)

## Premios literarios
- 1971: Premio de la AETIJ por su obra de teatro infantil: El País de los Sueños.
- 2006: Premio Margarita Xirgu por su radioteatro Mujer del sombrero con flor.[4]

## Actividad literaria
Numerosos guiones originales y adaptaciones para radio (CAR-REM, COPE, RNE) y televisión (TVE1 y TVE2):
- El ascensor
- La niña de Luzmela
- Sólo soy una mujer
- El atajo
- El Tesoro de Daniel, etc
- Las chicas de los 60 (Serie de televisión inédita)
- Por los senderos de la locura (Serie de televisión)

### Libros de ficción
- La conjura de los sabios (Novela 2004, edición Libros Certeza, coeditada por el Ayuntamiento de Gerona)
- Mujer del sombrero con flor (RNE. Radioteatro)
- Cuentos del otro lado (Volumen de 14 relatos. 2009 AM Estudios)
- La noche y la llama (Radioteatro sobre San Juan de la Cruz)
- Pulsiones y Extravíos (Poemario. 2014 AM Estudios)
- La Danza del Espíritu (Novela. 2021. Editorial Palabras de Agua)
- La Conjura de los Sabios (Reedición 2022. Editorial Palabras de Agua)
- El Vértigo del Tiempo (Poemario. 2023)

## Actividad docente
- Seminarios y talleres de interpretación y doblaje en:
- Ayuntamiento de Ponferrada (taller de teatro para adolescentes)
- Universidad Pontificia de Salamanca (cursos de doblaje e interpretación para postgrados de Comunicación)
- Universidad de Huelva (curso de interpretación para alumnos de Comunicación Audiovisual)
- Unión de Actores (curso de doblaje para actores profesionales impartido en Telson S.A.)
- AM Estudios (clases de interpretación enfocada al doblaje de películas)